# Hybopsis lineapunctata
Hybopsis lineapunctata är en fiskart som beskrevs av Glenn H. Clemmer och Suttkus, 1971. Hybopsis lineapunctata ingår i släktet Hybopsis och familjen karpfiskar. Inga underarter finns listade i Catalogue of Life.